# Ortobicúpula triangular
Em geometria, a ortobicúpula triangular é um dos sólidos de Johnson (J27). Como seu nome sugere, pode ser construída unindo-se duas cúpulas triangulares (J3) por suas bases. Tem o mesmo número de quadrados e triângulos em cada vértice.
A ortobicúpula triangular tem certa similaridade com o cuboctaedro, a diferença é que as duas cúpulas triangulares que formam a ortobicúpula triangular estão unidas de forma a que os triângulos de uma das cúpulas constituintes tocam triângulos da outra e os quadrados tocam outros quadrados (daí vem o prefixo "orto"); Nota-se que no cuboctaedro os triângulos tocam os quadrados e vice-versa. Dada uma ortobicúpula triangular, ao rotacionar uma das cúpulas 60 graus antes de unir, se forma um cuboctaedro.